# ココアビーチ (競走馬)
ココアビーチ (Cocoa Beach) は、チリ生まれの競走馬。おもな勝ち鞍はベルデイムステークス、メートリアークステークス。馬名の由来はアメリカ合衆国フロリダ州中東部に位置する都市ココアビーチから。

## 経歴

### チリ時代（2007年）
南半球の馬齢で2歳時に（北半球の馬齢ではすでに3歳）、1月にチリのクラブイピコデサンティアゴ競馬場でデビュー。15頭立ての4番人気ながらに4馬身差で快勝すると、その後はチリ競馬場で行われたG3競走を3連勝した。特に圧巻は、デビュー3戦目のフアンカヴィエレスメラ賞と、4戦目のホセサヴェドラバエサ賞で、この2レースはすべて9馬身差以上の圧勝であった。この後、ゴドルフィンにトレードされ、UAEのサイード・ビン・スルール厩舎に移籍した。

### UAE時代（2008年 - 2009年）
2008年1月、移籍初戦はナドアルシバ競馬場の一般レースであったが、いかんせん斤量が60キログラムとなったためか2着と敗れる。しかし、続く準重賞であるUAE1000ギニー、UAEオークスを連勝し、UAEダービーに出走するが、ここでは3着に敗れてしまう。
UAEの競馬シーズンが終わり、主戦場をアメリカに移したココアビーチは一般競走から始動し、ここを快勝。続いてG1競走ベルデイムステークスに駒を進める。レースは4頭立てと、欧米のG1レースとしても少数立てとなったが、対戦相手には強敵ジンジャーパンチが名を連ねていた。レースはジンジャーパンチが先手を奪い、主導権を握ると最後の直線までレースを引っ張る。そのジンジャーパンチは、最後の直線でも脚色が衰えなかったが、ココアビーチが捉えにかかると、粘るジンジャーパンチをゴール前でねじ伏せてG1初挑戦で、初制覇となった。
続いてブリーダーズカップ・レディーズクラシックに出走。この年はサンタアニタパーク競馬場で行われたため、ダートではなくオールウェザーコースで行われ、ココアビーチ自身は同馬場初挑戦となった。レースではゼニヤッタの独擅場となり、最後に着差を縮めることが精一杯であった。
ブリーダーズカップ後は、もう1戦することとなり、芝のG1であるメートリアークステークスに出走した。控える競馬で臨んだレースでは、同レースの前年の覇者であるプレシャスキトゥンをゴール前で半馬身差ながらかわして2つ目のG1タイトルを手にした。
明け5歳となった2009年は6月のヘザーテンステークスから始動したが4着に敗れた。その後、8月5日のデラローズステークスでは1番人気に応え勝利した。続く8月29日のボールストンスパハンデキャップ (G2) では4着に敗れた。続く10月10日のレディーズシークレットステークスではゼニヤッタの3着に入った。続くブリーダーズカップ・レディーズクラシックでは見せ場がなく6着に敗れ、このレースを最後に現役を引退した。

### 競走成績
| 出走日     | 競馬場             | 競走名                       | 格   | 距離   | 着順 | 騎手         | 着差      | 1着（2着）馬        |
| ---------- | ------------------ | ---------------------------- | ---- | ------ | ---- | ------------ | --------- | ------------------- |
| 2007.01.12 | サンティアゴ       | 未勝利                       |      | D1000m | 1着  | S.インダ     | 4 1/2馬身 | (Leverage)          |
| 2007.03.17 | チリ               | セレクシオンデポトランカス賞 | G3   | D1200m | 1着  | S.インダ     | 1馬身     | (Golden Victory)    |
| 2007.04.14 | チリ               | フアンカヴィエレスメラ賞     | G3   | D1300m | 1着  | S.インダ     | 9 1/4馬身 | (Tener Pasion)      |
| 2007.06.02 | チリ               | ホセサヴェドラバエサ賞       | G3   | D1500m | 1着  | S.インダ     | 9 3/4馬身 | (La Verdad Triunfa) |
| 2008.01.12 | ナドアルシバ       | アルハースS                  |      | D1400m | 2着  | T.ダーカン   | 0.43秒    | Fiesta Lady         |
| 2008.02.08 | ナドアルシバ       | UAE1000ギニー                | 準重 | D1600m | 1着  | T.ダーカン   | 0.79秒    | (Fiesta Lady)       |
| 2008.02.28 | ナドアルシバ       | UAEオークス                  | 準重 | D1800m | 1着  | T.ダーカン   | 1.23秒    | (Love of Dubai)     |
| 2008.03.29 | ナドアルシバ       | UAEダービー                  | G2   | D1800m | 3着  | T.ダーカン   | 8馬身     | Honour Devil        |
| 2008.08.29 | サラトガ           | ラヴサインS                  |      | D9f    | 1着  | R.ドミンゲス | 5馬身     | (Striking Tomisue)  |
| 2008.09.27 | ベルモントパーク   | ベルデイムS                  | G1   | D9f    | 1着  | R.ドミンゲス | 1/2馬身   | (Ginger Punch)      |
| 2008.10.24 | サンタアニタパーク | BCレディーズクラシック       | G1   | AW9f   | 2着  | R.ドミンゲス | 1 1/2馬身 | (Zenyatta)          |
| 2008.11.30 | ハリウッドパーク   | メートリアークS              | G1   | 芝8f   | 1着  | R.ドミンゲス | 3/4馬身   | (Precious Kitten)   |

## 血統表
| ココアビーチの血統（ボールドルーラー系 / Hail to Reason 父内4x5=9.38%、 Bold Ruler 5x5=6.25%、 Tom Fool 父内5x5=6.25%） | ココアビーチの血統（ボールドルーラー系 / Hail to Reason 父内4x5=9.38%、 Bold Ruler 5x5=6.25%、 Tom Fool 父内5x5=6.25%） | ココアビーチの血統（ボールドルーラー系 / Hail to Reason 父内4x5=9.38%、 Bold Ruler 5x5=6.25%、 Tom Fool 父内5x5=6.25%） | （血統表の出典）   | （血統表の出典） |
| 父 Doneraile Court 1996 黒鹿毛 アメリカ                                                                                 | 父の父Seattle Slew 1974 青鹿毛 アメリカ                                                                                 | Bold Reasoning | Boldnesian         | Boldnesian       |
| 父 Doneraile Court 1996 黒鹿毛 アメリカ                                                                                 | 父の父Seattle Slew 1974 青鹿毛 アメリカ                                                                                 | Bold Reasoning | Reason to Earn     |                  |
| 父 Doneraile Court 1996 黒鹿毛 アメリカ                                                                                 | 父の父Seattle Slew 1974 青鹿毛 アメリカ                                                                                 | My Charmer | Poker              | Poker            |
| 父 Doneraile Court 1996 黒鹿毛 アメリカ                                                                                 | 父の父Seattle Slew 1974 青鹿毛 アメリカ                                                                                 | My Charmer | Fair Charmer       |                  |
| 父 Doneraile Court 1996 黒鹿毛 アメリカ                                                                                 | 父の母Sophisticated Girl 1980 黒鹿毛 アメリカ                                                                           | Stop the Music | Hail to Reason     | Hail to Reason   |
| 父 Doneraile Court 1996 黒鹿毛 アメリカ                                                                                 | 父の母Sophisticated Girl 1980 黒鹿毛 アメリカ                                                                           | Stop the Music | Bebopper           |                  |
| 父 Doneraile Court 1996 黒鹿毛 アメリカ                                                                                 | 父の母Sophisticated Girl 1980 黒鹿毛 アメリカ                                                                           | Close Control | Dunce              | Dunce            |
| 父 Doneraile Court 1996 黒鹿毛 アメリカ                                                                                 | 父の母Sophisticated Girl 1980 黒鹿毛 アメリカ                                                                           | Close Control | Self Control       |                  |
| 母 Visionera 1998 チリ                                                                                                  | 母の父Edgy Diplomat 1986 栗毛 アメリカ                                                                                  | Deputy Minister | Vice Regent        | Vice Regent      |
| 母 Visionera 1998 チリ                                                                                                  | 母の父Edgy Diplomat 1986 栗毛 アメリカ                                                                                  | Deputy Minister | Mint Copy          |                  |
| 母 Visionera 1998 チリ                                                                                                  | 母の父Edgy Diplomat 1986 栗毛 アメリカ                                                                                  | Excitable Gal | Secretariat        | Secretariat      |
| 母 Visionera 1998 チリ                                                                                                  | 母の父Edgy Diplomat 1986 栗毛 アメリカ                                                                                  | Excitable Gal | Magazine           |                  |
| 母 Visionera 1998 チリ                                                                                                  | 母の母Spray 1990 鹿毛 チリ                                                                                              | Roy | Fappiano           | Fappiano         |
| 母 Visionera 1998 チリ                                                                                                  | 母の母Spray 1990 鹿毛 チリ                                                                                              | Roy | Adlibber           |                  |
| 母 Visionera 1998 チリ                                                                                                  | 母の母Spray 1990 鹿毛 チリ                                                                                              | Memsahib | Musketeer          | Musketeer        |
| 母 Visionera 1998 チリ                                                                                                  | 母の母Spray 1990 鹿毛 チリ                                                                                              | Memsahib | Kamasutra F-No.2-f |                  |

- 主な近親はフェオラ#牝系図を参照。